# Кавсадзе, Давид Сандрович
Дави́д Сандрович Кавса́дзе (груз.: დავით კავსაძე; 10 августа 1907 — 1952) — грузинский певец.

## Биография
Давид Сандрович Кавсадзе родился 10 августа 1907 года в семье Сандро Кавсадзе (1873—1939): музыканта-фольклориста и близкого друга И. В. Сталина в период его учёбы в Тифлисской семинарии; впоследствии — основателя народного ансамбля песни и танца Грузии.
В конце 1926 года он окончил среднюю школу в Чиатуре.
В 1929 году Давид Кавсадзе поступил во вторую Тбилисскую музыкальную школу. Затем он становится студентом композиторского факультета консерватории.
В 1929 году братья Давид и Имери участвовали в первой, второй и третьей олимпиадах Грузии. Ведущие голоса принадлежали команде шахтеров Кавсадзе Ткибули[что?].
С 1935 года братья Давид и Имери — солисты этнографического хора Восточной Грузии.
После смерти отца в 1939 году, руководителем народного ансамбля песни и танца Грузии стал Давид.
В 1941 году Давид Кавсадзе ушёл на фронт. Принимал участие в Керченско-Феодосийской десантной операции. 18 мая 1942 года попал в плен и был заключён в концлагерь в Германии. В 1944 году стараниями эмигрантов-грузин, живших во Франции, был освобождён и приехал во Францию, где создал хор. Работал так же в лагере Вустрау, под Берлином, где была сформирована т. н. «грузинская группа пропагандистов» для «будущего государственного аппарата освобождённой от большевизма Грузии». Под руководством Давида Кавсадзе в лагере был сформирован ансамбль грузинских песен и плясок. После возвращения в Советский Союз, согласно приказу № 270 от 16 августа 1941 года, был peпpecсирован, отправлен за Урал, в Сибирь, где умep в 1952 году. Точная дата смерти неизвестна; захоронен, возможно, в безымянной братской могиле.

### Семья
- Жена Тамара Цагареишвили была врачом, педиатром, потом фтизиатром, работала в туберкулёзном диспансере. Однa поднималa сыновей[6].
  - Сын: Имери Кавсадзе, оперный певец.
    - Сын: Кахи Кавсадзе (1935—2021) — советский актёр, народный артист Грузинской ССР.
    - Внук: Ираклий, актёр, живёт в Вашингтоне[7].
    - Внучка: Нанука, актриса Театра имени Руставели в Тбилиси.